# Dobritsjka
Dobritsjka (Bulgaars: Добричка) of Dobritsj-selska (Bulgaars: Добрич-селска) is een gemeente in het noorden van Bulgarije in de oblast Dobritsj. De gemeente Dobritsjka telt 68 dorpen met in totaal 20.409 inwoners (peildatum 31 december 2019). De gemeente heeft een totale oppervlakte van 1296 km² en sluit de stad Dobritsj in zijn geheel om.

## Geografie
De gemeente Dobritsjka is gelegen in het centrale en zuidelijke deel van de oblast Dobritsj. Met een oppervlakte van 1296,163 km² is het de grootste gemeente van de oblast en maakt 27,46% van het grondgebied uit. De gemeente Dobritsjka is bovendien de op twee na grootste gemeente in Bulgarije - alleen de gemeente Sliven en Sofia zijn groter. De grenzen zijn als volgt:
- in het westen - gemeente Tervel;
- in het noorden - gemeente Kroesjari;
- in het noordoosten - gemeente General Tosjevo;
- in het oosten - gemeente Baltsjik;
- in het zuiden - gemeente Aksakovo, oblast Varna;
- in het zuidwesten - gemeente Valtsji Dol, oblast Varna.

## Bevolking
Op 7 september 2021 telde de gemeente Dobritsjka 16.764 inwoners (11% van de bevolking van de oblast), een halvering vergeleken met het jaar 1985, toen de gemeente nog 33.370 inwoners had. Het inwonertal van de gemeente krimpt al meerdere decennia. Tussen 2011 en 2021 kromp de bevolking met 5.317 personen (-24%), waarmee de gemiddelde jaarlijkse bevolkingsgroei voor die periode uitkwam op -2,6%. In de census van 1946 had de gemeente nog een historisch bevolkingsrecord van 51.426 personen (destijds 26% van de oblast).
| Jaar     | 1934   | 1946   | 1956   | 1965   | 1975   | 1985   | 1992   | 2001   | 2011   | 2021   |
| Inwoners | 47.559 | 51.426 | 49.538 | 46.147 | 39.068 | 33.370 | 28.710 | 25.721 | 22.081 | 16.764 |

### Bevolkingssamenstelling
Volgens de volkstelling van 2011 vormden etnische Bulgaren de grootste bevolkingsgroep (11.475 personen, oftewel 51,97%), gevolgd door de Roma (4.387 personen, oftewel 19,87%) en de Bulgaarse Turken (3.596 personen, oftewel 16,29%).  
| Etnische groep   | volkstelling 1992 | volkstelling 1992 | volkstelling 2001 | volkstelling 2001 | volkstelling 2011 | volkstelling 2011 | volkstelling 2011  | volkstelling 2021 | volkstelling 2021 | volkstelling 2021 |
| Etnische groep   | Aantal            | %                 | Aantal            | %                 | Aantal            | % (totaal)        | % (gespecificeerd) | Aantal            | %                 |                   |
| ---------------- | ----------------- | ----------------- | ----------------- | ----------------- | ----------------- | ----------------- | ------------------ | ----------------- | ----------------- | ----------------- |
| Bulgaren         | 17.903            | 62,36             | 15.966            | 62,07             | 11.475            | 51,97             | 56,77              | 9.581             | 57,15             |                   |
| Turken           | 5.413             | 18,85             | 4.140             | 16,10             | 3.596             | 16,29             | 17,79              | 2.902             | 17,31             |                   |
| Roma             | 5.088             | 17,72             | 5.052             | 19,64             | 4.387             | 19,87             | 21,70              | 2.313             | 13,80             |                   |
| Andere groepen   | 306               | 1,07              | 200               | 0,78              | 347               | 1,57              | 1,72               | 444               | 2,65              |                   |
| Onbekend         | .                 | .                 | 288               | 1,12              | 409               | 1,85              | 2,02               | 198               | 1,18              |                   |
| Ongespecificeerd | .                 | .                 | 75                | 0,29              | 1.867             | 8,46              | .                  | 1.326             | 7,91              |                   |
| Totaal           | 28.710            | 100,00            | 25.721            | 100,00            | 22.081            | 100,00            | 100,00             | 16.764            | 100,00            |                   |

### Religie
De laatste volkstelling werd uitgevoerd in september 2021 en was optioneel. Van de 16.764 inwoners waren er 8.720 christen, oftewel 52% van de bevolking. Verder werden er 4.922 moslims geteld, oftewel 29,4% van de bevolking. De rest van de bevolking had een andere geloofsovertuiging of was niet religieus. 
| Religieuze samenstelling in februari 2011 | Religieuze samenstelling in februari 2011 | Religieuze samenstelling in februari 2011 | Religieuze samenstelling in februari 2011 | Religieuze samenstelling in februari 2011 |
| ----------------------------------------- | ----------------------------------------- | ----------------------------------------- | ----------------------------------------- | ----------------------------------------- |
|                                           |                                           |                                           |                                           |                                           |
| Bulgaars-Orthodoxe Kerk                   | Bulgaars-Orthodoxe Kerk                   |                                           | 55,75%                                    | 55,75%                                    |
| Katholieke Kerk                           | Katholieke Kerk                           |                                           | 0,42%                                     | 0,42%                                     |
| Protestantisme                            | Protestantisme                            |                                           | 0,51%                                     | 0,51%                                     |
| Islam                                     | Islam                                     |                                           | 29,76%                                    | 29,76%                                    |
| Geen                                      | Geen                                      |                                           | 2,91%                                     | 2,91%                                     |
| Anders/ Onbekend                          | Anders/ Onbekend                          |                                           | 10,65%                                    | 10,65%                                    |

In februari 2011 was de godsdienstige overtuiging van de bevolking nog als volgt: 16.605 van de 22.081 inwoners reageerden op de optionele volkstelling, van wie er 9.258 lid waren van de Bulgaars-Orthodoxe Kerk, oftewel 55,8% van de ondervraagde bevolking. Verder werden er 4.941 moslims geteld, oftewel 29,8% van de bevolking. De rest van de bevolking had een andere geloofsovertuiging of was niet religieus.

## Nederzettingen
De gemeente bestaat uit de onderstaande 68 dorpen:
| - Altsek - Batovo - Bdintsi - Benkovski - Bogdan - Bozjoerovo - Branisjte - Chitovo - Debrene - Dobrevo - Dolina - Dontsjevo - Draganovo - Drjanovets - Enevo - Feldfebel Djankovo - General Kolevo | - Gesjanovo - Kamen - Karapelit - Kotlentsi - Kozlodoeitsi - Kragoelevo - Lomnitsa - Lovtsjantsi - Ljaskovo - Malka Smolnitsa - Medovo - Metodievo - Miladinovtsi - Novo Botevo - Odartsi - Odrintsi - Opanets | - Orlova Mogila - Ovtsjarovo - Paskalevo - Ptsjelino - Ptsjelnik - Platsji Dol - Pobeda - Podslon - Polkovnik Ivanovo - Polkovnik Minkovo - Polkovnik Svesjtarovo - Popgrigorovo - Prilep - Primortsi - Rosenovo - Samoeilovo - Svoboda | - Slaveevo - Sliventsi - Smolnitsa - Sokolnik - Stefan Karadzja - Stefanovo - Stozjer - Tsarevets - Tjanevo - Tsjerna - Vedrina - Vladimirovo - Vodnjantsi - Vratsjantsi - Vratarite - Zjitnitsa - Zlatija |

Bestuurlijk centrum: Dobritsj
 Baltsjik - Dobritsj - Dobritsjka - General Tosjevo - Kavarna - Kroesjari - Sjabla - Tervel